# الوطن الأم ينادي

ملصق "الوطن الأم ينادي!!" أحد أشهر الملصقات السوفيتية قاطبة والتي دعت إلى تعبئة الشعب لقتال الألمان مع بزوغ الأيام الأولى للحرب.

الوطن الأم ينادي (بالروسية:Родина-мать зовёт) يطلق عليه كذلك اسم «الوطن الأم» أو «نصب ماماييف». هو تمثال في هضبة مرتفعة هي هضبة ماماييف كورغان التي تطل على مدينة فولجوجراد (ستالينجراد سابقا) في روسيا، تكريما لمعركة ستالينجراد التي جرت بين الاتحاد السوفييتي وألمانيا النازية بين عامي 1942، 43.
عندما تم تدشين النصب في العام 1967، كان أعلى منحوتة في العالم، بارتفاع 85 مترا من أقصى السيف إلى أدنى القاعدة. جسم المنحوتة ذاته يبلغ ارتفاعه 52 مترا، والسيف 33 مترا. 200 درجة من السلالم تمثل المائتي يوم للمعركة تم بناؤها من القاع إلى قمة التمثال. نحات التمثال الرئيسي كان يفغيني فوتشيتيتش (النحات الروسي الشهير من أصول صربية). ومثلت الإنشاءات الهندسية للمنحوتة التي تبلع 7900 طن تحديا كبيرا لمهندس الإنشاءات نيكولاي نيكيتين. يظهر شكل التمثال في العلم الحالي وشعار إقليم فولغوغراد أوبلاست أحد كيانات روسيا الاتحادية.

## التصميم
الموديل التي تم نحت التمثال على ملامحها هي «فالنتينا ازوتوفا» لايزال بالإمكان التعرف على وجه الشبه بينها وبين ملامح التمثال. تم توظيفها من قبل «ليف مايسترنكو» الذي كان يقوم بالعمل على مجمع النصب في أوائل الستينيات. وفقا لبعض المصار فقد تم استيحاء التمثال من تمثال نصر ساموثراس المجنح الاغريقي. تم دفن المارشال في الاتحاد السوفيتي فاسيلي تشيكوف في منطقة مجمع التمثال.

## وصلات خارجية
- Google Maps Satellite view of statue in Volgograd
- YouTube video of Родина-мать зовёт! ("Rodina Mat' Zovyot!") على يوتيوب